# 国际证监会组织
国际证监会组织（英語：International Organization of Securities Commissions）成立于1983年，总部位于西班牙马德里。IOSCO是由各国各地区证券期货监管机构组成的组织，是主要的金融监管国际标准制定机构之一。截至2022年9月，该组织共有233个会员，包括130个正式会员（ordinary member），34个联系会员（associate member）和69个附属会员（affiliate member）。

## 组织目标
- 制定国际公认的监管准则和执法标准并推动其得到一致实施，以保护投资者，维护市场的公平、高效、透明，应对系统性风险；
- 通过加强在执法、市场及中介监管方面的信息交流和合作，加大投资者保护力度，增强投资者对证券市场诚信的信心；
- 为成员在全球和地区层面进行经验交流提供平台，以协助市场发展，推动市场基础设施建设，实施适度监管。

## 历史背景
IOSCO成立于1983年，当时来自北美和南美的11个证券监管机构同意将美洲区域协会建成一个国际合作机构。一年后，来自法国、印度尼西亚、韩国和英国的证券监管机构成为首批加入新组织的非美国机构。1986年7月，美洲组织在巴黎举行了年度会议，这是美洲以外的第一次年会，成员国同意设立一个常设总秘书处。
1987年，魁北克省政府根据魁北克省国民议会批准的一项私人法案，帮助将魁北克银行作为非营利法律实体纳入魁北克。同年，国际移民部在蒙特利尔设立了第一个秘书处，并任命CVMQ主席保罗·盖伊先生（魁北克证券委员会，2004年将成为联邦安全委员会）为第一任秘书长。秘书处一直留在蒙特利尔，直到1999年迁往马德里。
1998年，IOSCO通过了一套全面的证券监管目标和原则，现已被公认为所有证券市场的国际监管基准。2003年，该组织认可了一套全面的方法（IOSCO原则评估方法）。IOSCO采用这种方法对成员管辖区执行《监督事务管理监督法》的水平进行客观评估，并帮助制定实际行动计划，纠正已查明的缺陷。
2002年，国际证券事务厅通过了《关于协商与合作以及信息交流的多边谅解备忘录》（IOSCO MMoU），旨在促进国际证券监管机构之间的跨界执法和信息交流。
2005年，IOSCO认可IOCO MMoU作为证券监管机构之间国际合作的基准，并制定了到2010年扩大IOCO MMoU签署方网络的明确战略和目标。IOSCO的一个最高优先事项是其成员实现《IOSCO原则和MMoU》的有效执行，从而促进跨界合作，减轻全球系统性风险，保护投资者，确保证券市场的公平和高效。

## 会员
截至2022年9月, IOSCO共有233名会员。IOSCO成员分为三类:
- 普通会员：是国家证券委员会或类似政府机构，对各自管辖区内的证券或衍生品市场拥有重要权力。
- 准会员：通常是超国家政府监管机构、次国家政府监管机构、政府间国际组织和其他国际标准制定机构，以及其他对证券监管有适当兴趣的政府机构。
- 联盟会员：是自律组织、证券交易所、金融市场基础设施、在证券监管、投资者保护基金和补偿基金中具有适当利益以外的国际机构，以及对证券监管有适当兴趣的其他机构。

## 组织结构
组织由若干委员会组成，委员会每年在世界各地由常设行政总秘书处支助的地方举行几次会议。

### 主席委员会[4]
主席委员会是IOSCO最高权力机构，由IOSCO正式会员和联系会员的主席组成，负责讨论IOSCO重大事项并通过相关决议等。主席委员会为非常设机构，于每年IOSCO年会期间召开会议。

### 理事会[5]
理事会是IOSCO的最高决策机构。理事会由包括中国证监会在内的18名常任理事、16名非常任理事以及3名观察员组成。现任主席为香港证监会行政总裁欧达礼。
理事会下设八个标准制定委员会，分别负责发行人会计、审计与披露（C1）、二级市场监管（C2）、市场中介监管（C3）、执法与信息交换（C4）、投资管理（C5）、信用评级机构（C6）、衍生品（C7）和个人投资者（C8）等方面的标准制定工作。此外，理事会还下设新生风险委员会（CER）、评估委员会（AC）、多边备忘录遴选小组、监督小组以及其他专项工作组。目前中国证监会会计部、市场部、机构部、稽查局、债券部、期货部和投保局分别加入了八个标准制定委员会。中国证监会国际部主任申兵为多边备忘录监督小组副主席，市场部副主任皮六一为二级市场监管委员会副主席。

### 地区委员会
IOSCO有四个地区委员会:
- 非洲/中东地区委员会（AMERC）[6]
- 亚太地区委员会（APRC）[7]
- 欧洲地区委员会（ERC）[8]
- 美洲地区委员会（IARC）[9]

### 增长与新兴市场委员会[10]
增长与新兴市场委员会由来自新兴市场的89名正式会员组成，通过制定监管原则和最低标准、组织人员培训、促进信息交换和专业技术交流等方式促进新兴市场的发展。现任主席为阿联酋证券商品管理局首席执行官欧拜德·阿尔·扎比（Obaid Al Zaabi）。
GEM委员会下设指导委员会（Steering Committee），由16名成员组成。

## 对外合作
IOSCO 是其他一些组织的成员、观察员或与其他组织的协调者。其最重要的关系之一是国际金融监管机构联合论坛。IOSCO与巴塞尔银行监管委员会和国际保险监督员协会共同为联合论坛。
OSCO谅解备忘录被视为促进跨境合作、降低全球系统性风险、保护投资者和确保公平、高效的证券市场的主要工具。
此外，IOSCO是其他一些国际组织的成员，以观察员身份参与，或与其他一些国际组织进行协调，包括經濟合作與發展組織、金融稳定委员会、洗钱问题金融行动特别工作组、国际会计准则组织、国际反洗钱组织、国际货币基金组织、世界银行和欧盟委员会。

## 政策
1998年，证券监管局通过了一套全面的证券监管目标和原则（IOSCO原则）。这些继续发展和扩大。IOSCO 建议所有成员采用这些方法，并帮助其成员评估遵守这些原则的水平。其中包括：
- 旨在提高审计师独立性和审计师监督的监管原则[13]
- 公司财务披露和透明度的监管原则[14]
- 金融分析师利益冲突的监管原则[15]
- 信用评级机构的行为准则[16]
- 一套证券监管的"核心原则"，旨在为IOSCO成员概述什么造就了"好"证券监管[17]
- 关于执法合作多边谅解备忘录，通过该备忘录，监督事务厅成员承诺在执法调查中相互提供收集资料和证人证词[18]